# Yuan Chang
Yuan Chang (chino simplificado: 张远; chino tradicional: 張遠; pinyin: Zhāng Yuǎn; 17 de noviembre de 1959) es una viróloga y patóloga estadounidense que co-descubrió el virus del herpes asociado al sarcoma de Kaposi (KSHV) y el poliomavirus de células de Merkel, dos de los siete oncovirus humanos conocidos.

## Biografía
Chang nació en Taiwán y se mudó a los Estados Unidos cuando era niña. Creció en Salt Lake City, Utah y obtuvo un doctorado en la Facultad de Medicina de la Universidad de Utah. Chang se formó en neuropatología en la Universidad Stanford con el neuropatólogo clínico, Dikran Horoupian, y publicó estudios sobre el síndrome de eosinofilia-mialgia y la leucoencefalopatía multifocal progresiva. Durante este período, contribuyó a estudios dirigidos por Julie Parsonnet, que muestran que helicobacter pylori es una causa de cáncer gástrico.

## Carrera
Chang se trasladó a la Universidad de Columbia para obtener su primer nombramiento académico como científica clínica. Aunque inicialmente estaba interesada en utilizar el análisis de diferencias representativas para estudiar los orígenes genéticos de los tumores cerebrales, aplicó esta técnica al sarcoma de Kaposi, lo que resultó en el descubrimiento de este nuevo virus tumoral humano. En 1994, co-descubrió el KSHV, también llamado virus del herpes humano-8 (HHV-8), trabajando con su esposo Patrick S. Moore en la Universidad de Columbia. Posteriormente, Chang, Moore y colaboradores demostraron que este virus era el agente etiológico del sarcoma de Kaposi y el linfoma de derrame primario, mientras que otros demostraron que era la causa de algunas formas de enfermedad de Castleman multicéntrica. A partir de dos pequeños fragmentos de ADN que representan menos del 1% del genoma viral, clonó todo el genoma de KSHV de 165 kbase y secuenció completamente el genoma del virus dentro de los dos años posteriores a su descubrimiento inicial. Esto condujo a análisis de sangre para detectar la infección por este virus, al descubrimiento de proteínas virales que probablemente causen cáncer y al esclarecimiento del papel de la evasión inmune en la carcinogénesis causada por la infección por virus.
Chang actualmente es profesora en el Departamento de Patologíade de la Sociedad Estadounidesne del Cáncer (American Cancer Society) perteneciente a la Universidad de Pittsburgh. 

## Premios y reconocimientos
Chang  ha recibido varios premios por su trabajo, incluido el Premio de la Fundación Meyenburg para la Investigación del Cáncer, el Premio Robert Koch, el Premio Sloan-Kettering Paul Marks para la Investigación del Cáncer, el Premio del Alcalde de la Ciudad de Nueva York a la Excelencia en Ciencias y Tecnología, el Premio General Motors Charles S. Mott en Investigación del Cáncer, el Premio Carnegie de Ciencias y una Cátedra de Investigación de la Sociedad Americana del Cáncer.